# Bernadette
Bernadette ist ein weiblicher Vorname.

## Herkunft und Bedeutung
Bernadette ist die weibliche Koseform der französischen Namen Bernarda und Bernarde, der französischen weiblichen Form von Bernard. Bernadette bedeutet so viel wie „die kleine Bärenstarke“. Als Varianten kommen Bernadeta, Bernadett und Bernardette vor.

## Namenstag
- 16. April: Hl. Bernadette Soubirous (Marie Bernard aus Lourdes) – Gedenktag in Frankreich am 18. Februar

## Namensträgerinnen
- Bernadette Arnoldner (* 1978), österreichische Ernährungswissenschaftlerin und Produktmanagerin
- Bernadett Bognár-Bódi (* 1986), ungarische Handballspielerin
- Bernadette Cattanéo (1899–1963), französische Kommunistin und Feministin
- Bernadette Chirac (* 1933), Ehefrau des ehemaligen französischen Staatspräsidenten Jacques Chirac
- Bernadette Devlin McAliskey (* 1947), nordirische politische Aktivistin und Politikerin
- Bernadett Dira (* 1980), ungarische Biathletin
- Bernadette Flynn (* 1979), irische Tänzerin
- Bernadette Graf (* 1992), österreichische Judoka
- Bernadette Heerwagen (* 1977), deutsche Schauspielerin
- Bernadett Heidum (* 1988), ungarische Shorttrackerin
- Bernadette Huber (* 1962), österreichische bildende Künstlerin und Medienkünstlerin
- Bernadette Kraakman (* 1959), niederländische Sängerin (Bernadette)
- Bernadette Lafont (1938–2013), französische Schauspielerin
- Bernadette La Hengst (* 1967), deutsche Popmusikerin
- Bernadetta Matuszczak (1931–2021), polnische Komponistin
- Bernadette Mayr (* 1952), deutsche Künstlerin
- Bernadette Meier-Brändle (* 1972), Schweizer Leichtathletin
- Bernadette Olderdissen (* 1981), deutsche Reisejournalistin und Schriftstellerin
- Bernadett Orsó-Ferling (* 1977), ungarische Handballspielerin
- Bernadette Peters (* 1948), US-amerikanische Schauspielerin und Sängerin
- Bernadette Rauter (* 1949), österreichische Skirennläuferin
- Bernadette Schild (* 1990), österreichische Skirennläuferin
- Bernadette Soubirous (1844–1879), französische Ordensschwester (Marienerscheinung Lourdes)
- Bernadett Szél (* 1977), ungarische Ökonomin und Politikerin
- Bernadette Szőcs (* 1995), rumänische Tischtennisspielerin
- Bernadett Temes (* 1986),  ungarische Handballspielerin
- Bernadette Watts (* 1942), britische Schriftstellerin, Kinderbuchautorin und Illustratorin
- Bernadette Zurbriggen (* 1956), Schweizer Skirennläuferin